# Friedrich Jakob Dochnahl
Friedrich Jakob Dochnahl, född 4 mars 1820 i Neustadt an der Weinstrasse, död 18 juli 1904 på samma plats, var en tysk pomolog.
Dochnahl grundlade ett nytt pomologiskt system, som finns utvecklat i hans arbete Der sichere Führer in der Obstkunde oder systematische Beschreibung aller Obstsorten (fyra band, 1855–60). Åren 1851–66 redigerade han "Pomona, Zeitschrift für den gesammten Obst- und Weinbau".
Dochnahl främjade även korgpilodlingen och verkade för en rationell vinförbättring i samma väg som genom chaptalisering, gallisering och petiotisering, för en konstgjord vinberedning av trädfrukter med och utan jäsning samt vinberedning ur pressåterstoderna av skal och kärnor genom dessas urlakning med sprit och vatten. Denna metod kallas efter honom dochnahlisering.